# Paralelismo (retórica)
Dentro de los recursos estilísticos de la retórica, el paralelismo es una de las llamadas figuras de repetición. Se trata de distribuir paralelamente las palabras, sintagmas y oraciones para conseguir el efecto rítmico-secuencial (recurrencia) en un texto. 
Es decir, repetición de la misma estructura en el mismo o distinto orden, como sucede con los paralelismos de tipo quiasmo o retruécano. 

## Tipología
Dependiendo del aspecto formal en el que se establezca la relación entre las secuencias, se distinguen cuatro tipos principales de paralelismo:

### Isocolon
El Isocolon consiste en la igualdad o semejanza en la longitud silábica de varias cláusulas o secuencias en prosa (sería el equivalente al isosilabismo de la poesía).

### Parison o paralelismo sintáctico
El paralelismo sintáctico o parison se produce cuando hay semejanza estructural entre dos o más secuencias en prosa o verso de forma que se produce una correspondencia casi exacta entre sus constituyentes sintácticos. Es, por ejemplo, un recurso característico de las Cantigas de amigo (en la modalidad llamada leixa-pren) o de algunos romances. Por ejemplo, los versos impares del Romance del Conde Olinos:
A ella, como hija de reyes,
la entierran en el altar;
a él, como hijo de condes,
unos pasos más atrás. (Galmés de Fuentes, Álvaro, El Romancero hispánico)
O en el Romance de la jura de Santa Gadea, donde incluso acompaña el ritmo acentual dactílico:
Tú me destierras por uno;
yo me destierro por cuatro.

### Correlación
Semejanza estructural provocada por la colocación simétrica de palabras en el interior de las secuencias. Por ejemplo: 
Tus bellos ojos y tu dulce boca
de luz divina y de oloroso aliento
envidia el claro sol y adora el viento
por lo que el uno ve y el otro toca (Pedro Espinosa)

### Paralelismo semántico
Propio de la métrica hebraica en los Salmos, los Profetas y la parte central del Libro de Job, el paralelismo semántico consiste en repetir la misma idea pero con distintas palabras; por ejemplo, primero un concepto abstracto y luego una imagen concreta:
El malvado cree que Dios se olvida,
que se tapa la cara y nunca ve nada (Salm. X, 11)